# Plastinazione

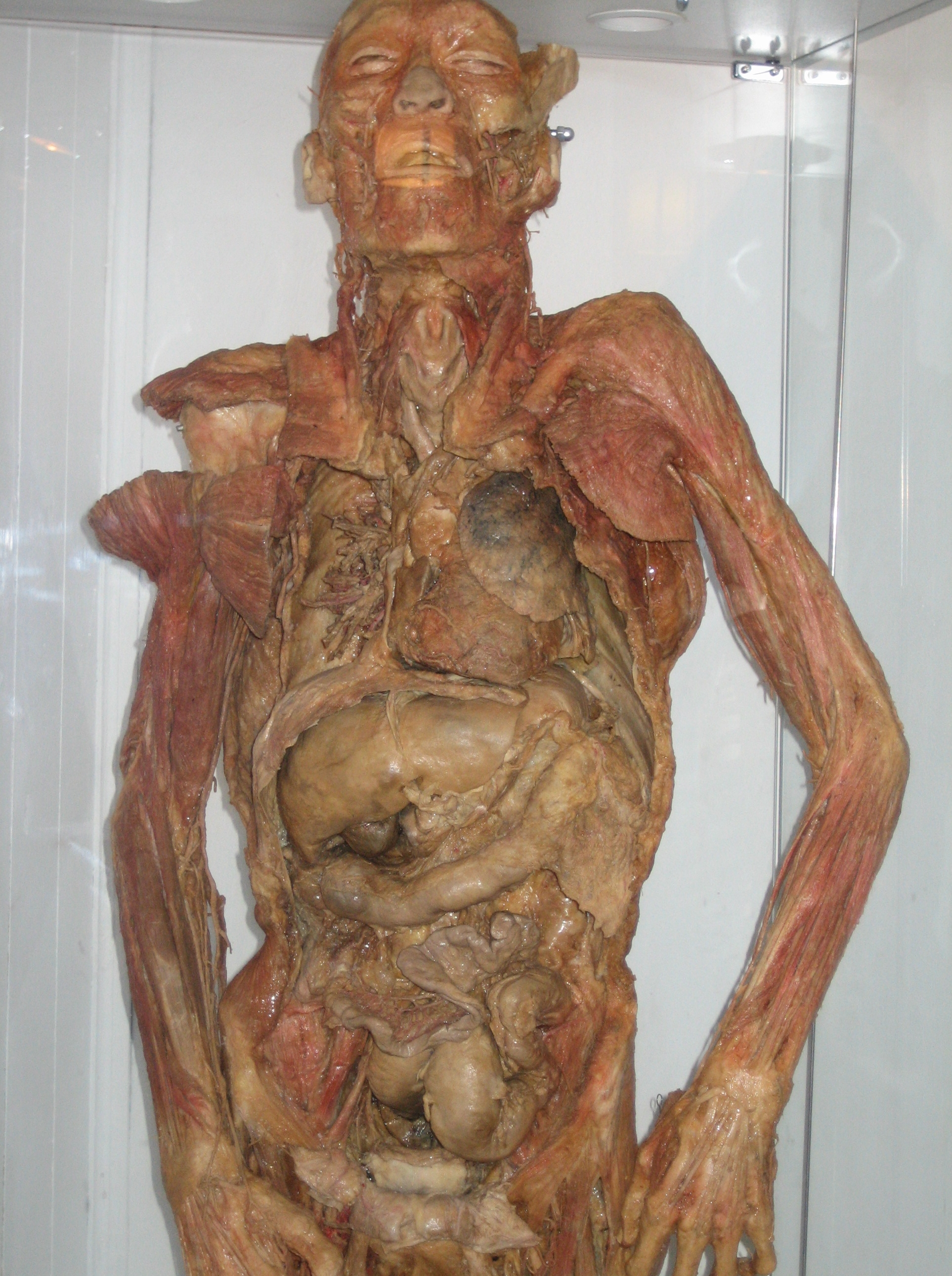
Corpo plastinato esposto

La plastinazione è un procedimento che permette la conservazione del corpo umano tramite la sostituzione dei liquidi con polimeri di silicone. Questa tecnica rende i reperti organici rigidi e inodori, mantenendo inalterati i colori. La plastinazione è stata inventata e brevettata dall'anatomopatologo tedesco Gunther von Hagens.
Von Hagens espone i corpi plastinati in pose caratteristiche. Nelle mostre, intitolate Körperwelten (in inglese Body Worlds), i corpi alcune volte sono posizionati in maniera tale da ricostruire celebri opere d'arte, mentre altre volte assumono gesti atletici particolari. Infine, vi sono corpi sezionati per puri scopi didattici. Nel fare assumere le diverse posizioni si fa estrema attenzione alla coerenza del gesto con il posizionamento dei vari elementi anatomici, in primo luogo dei muscoli.

## Procedura
1. Imbalsamazione e dissezione anatomica: il primo passo del processo consiste nel bloccare i processi degenerativi pompando formalina nel corpo attraverso le arterie. La formalina uccide i batteri e blocca il decadimento tissutale. Usando strumenti da dissezione sono preparate le strutture anatomiche rimuovendo la pelle, il tessuto connettivo e il tessuto adiposo.
2. Rimozione dal corpo di grasso e acqua: l'acqua e i grassi solubili del corpo sono sciolti immergendo il cadavere in un bagno di acetone.
3. Impregnazione forzata: questo secondo processo di scambio è il passaggio centrale della plastinazione. Durante l'impregnazione forzata, il silicone (o altro polimero analogo) rimpiazza l'acetone. Queste operazioni sono svolte in contenitori sigillati e il silicone è inserito in questi contenitori in pressione in modo da penetrare in ogni cellula.
4. Posizionamento: il corpo è posizionato nella posizione desiderata e ogni struttura anatomica è fissata con l'aiuto di spaghi, aghi e mollette.
5. Solidificazione: il passaggio finale è la solidificazione. Il tempo e il modo dipendono dal polimero usato: certi polimeri solidificano per esposizione a un gas, altri a radiazioni UV e altri ancora a fonti di calore.

Il processo di plastinazione richiede in genere 1 500 ore di lavoro e un anno per essere completato.

## Galleria d'immagini

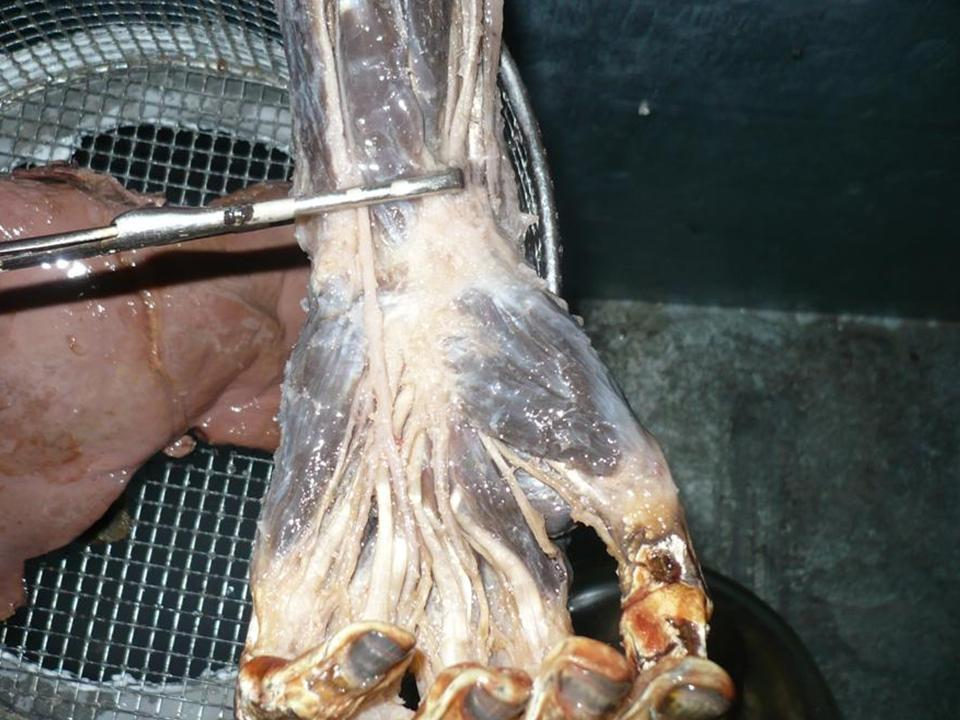
Plastinazione di una mano
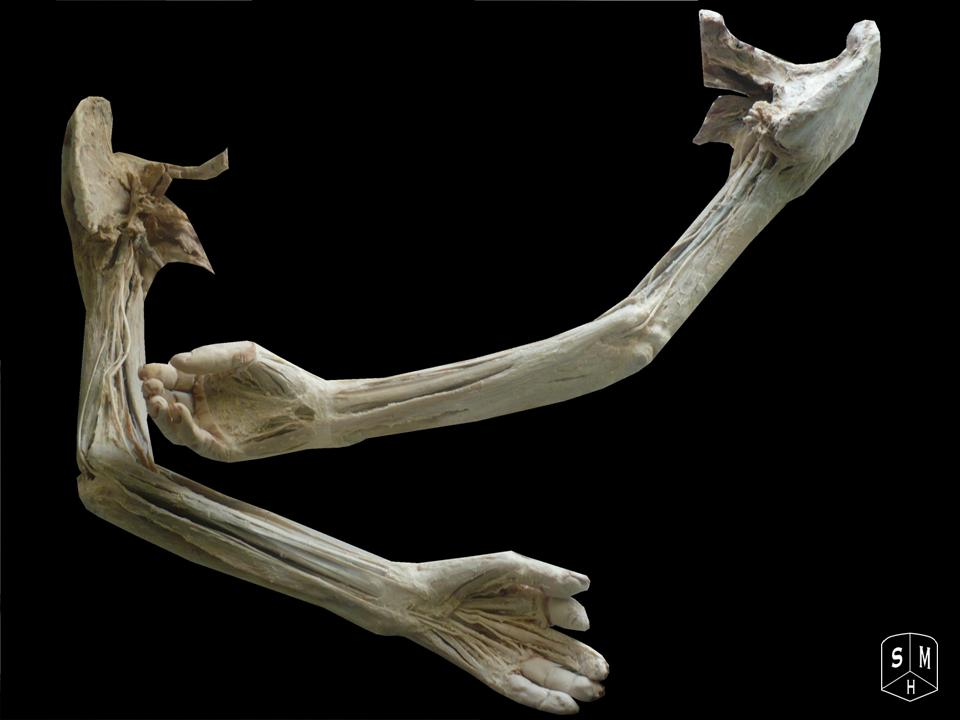
Plastinazione degli arti superiori
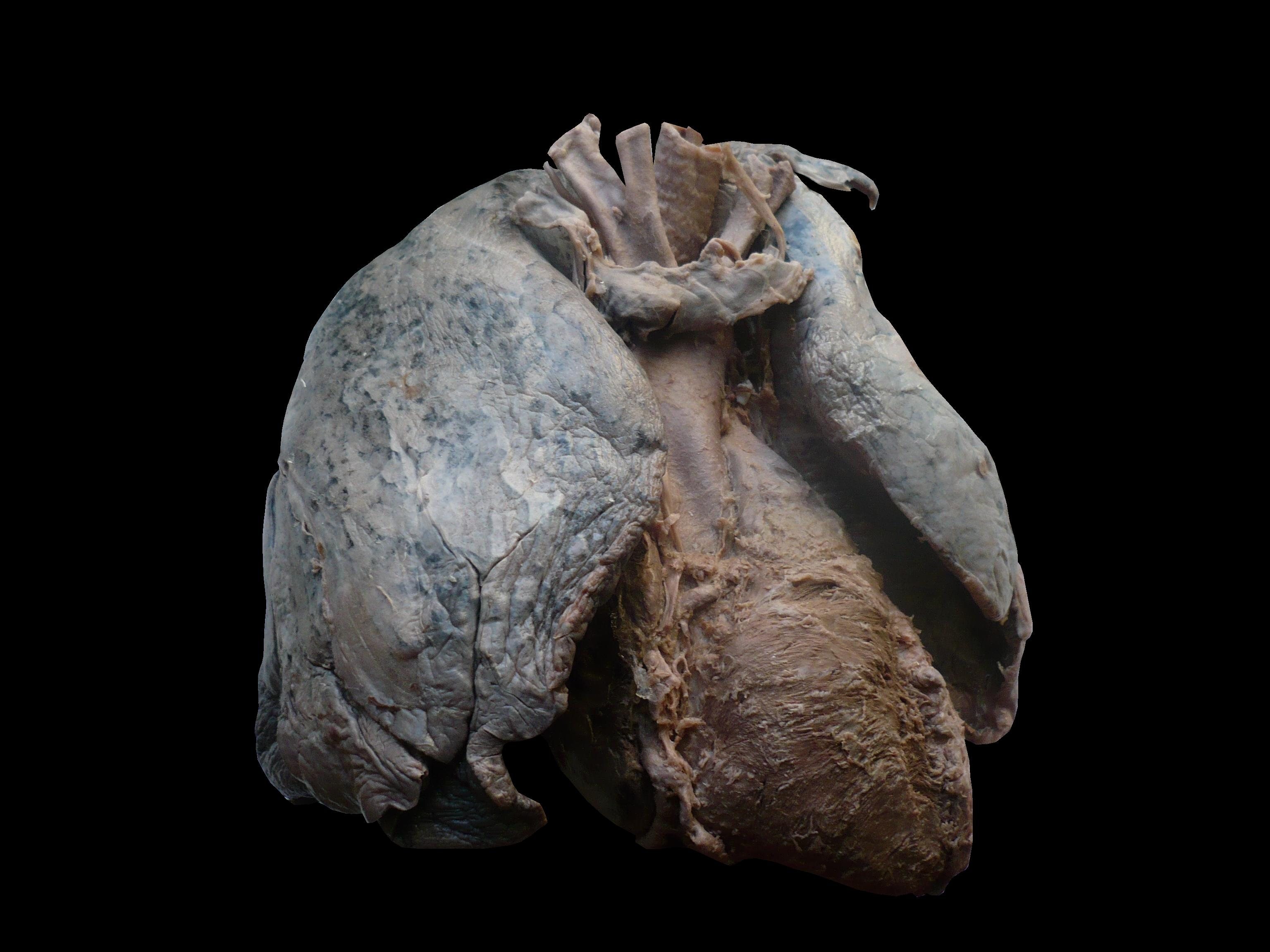
Cuore e polmoni umani plastinati
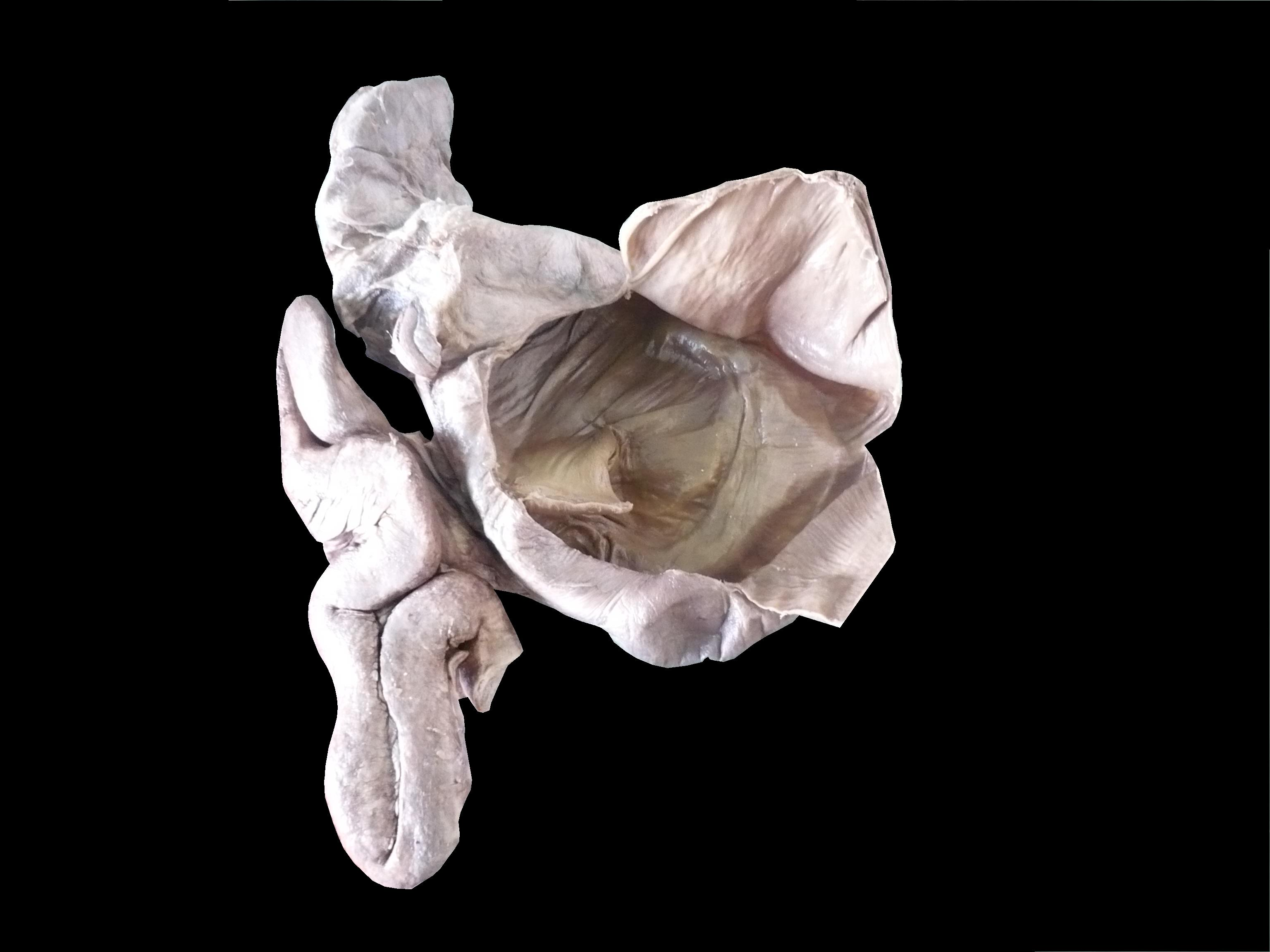
Cieco umano plastinato
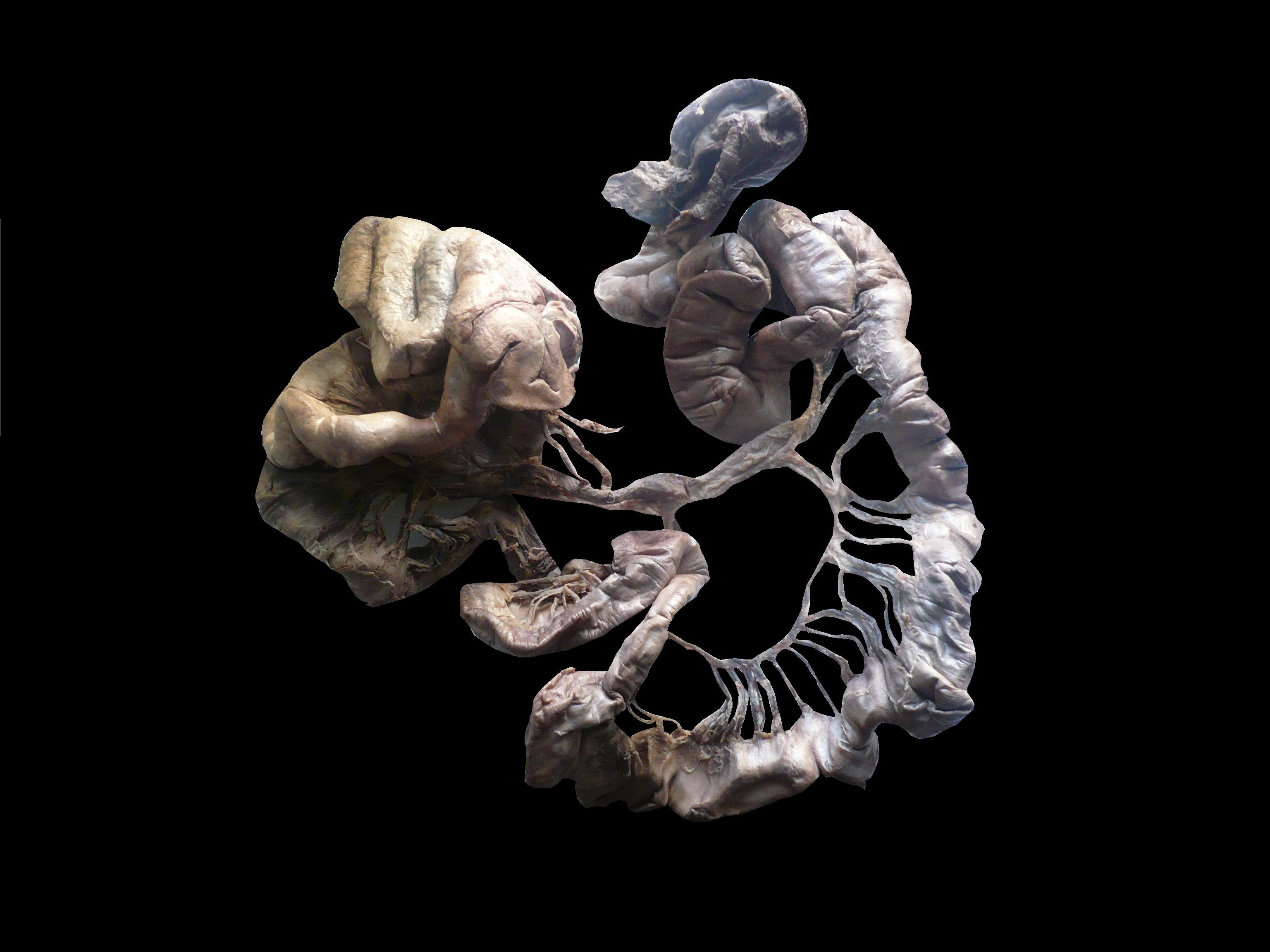
Intestino tenue umano plastinato
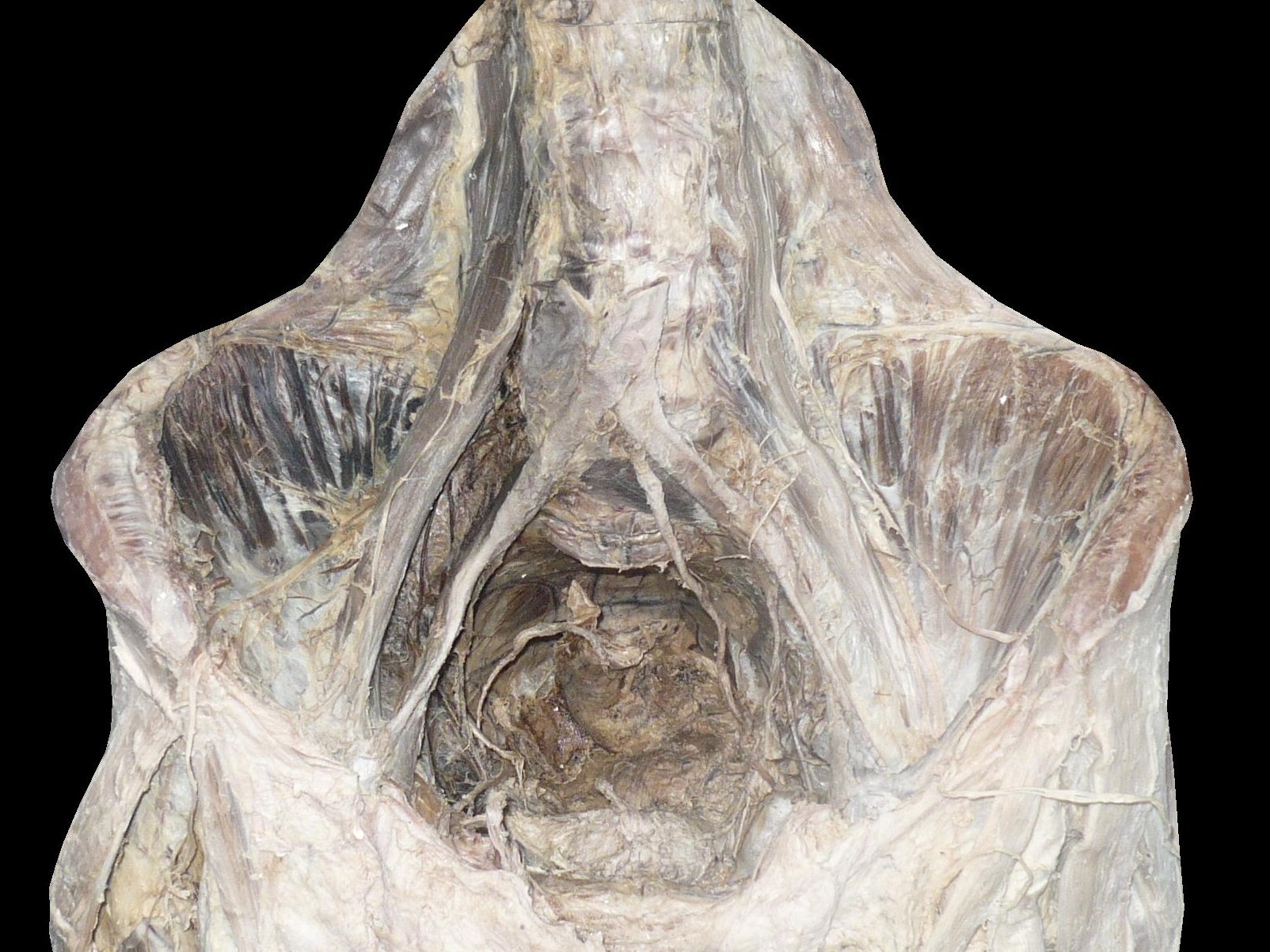
Cavità pelvica umana plastinata
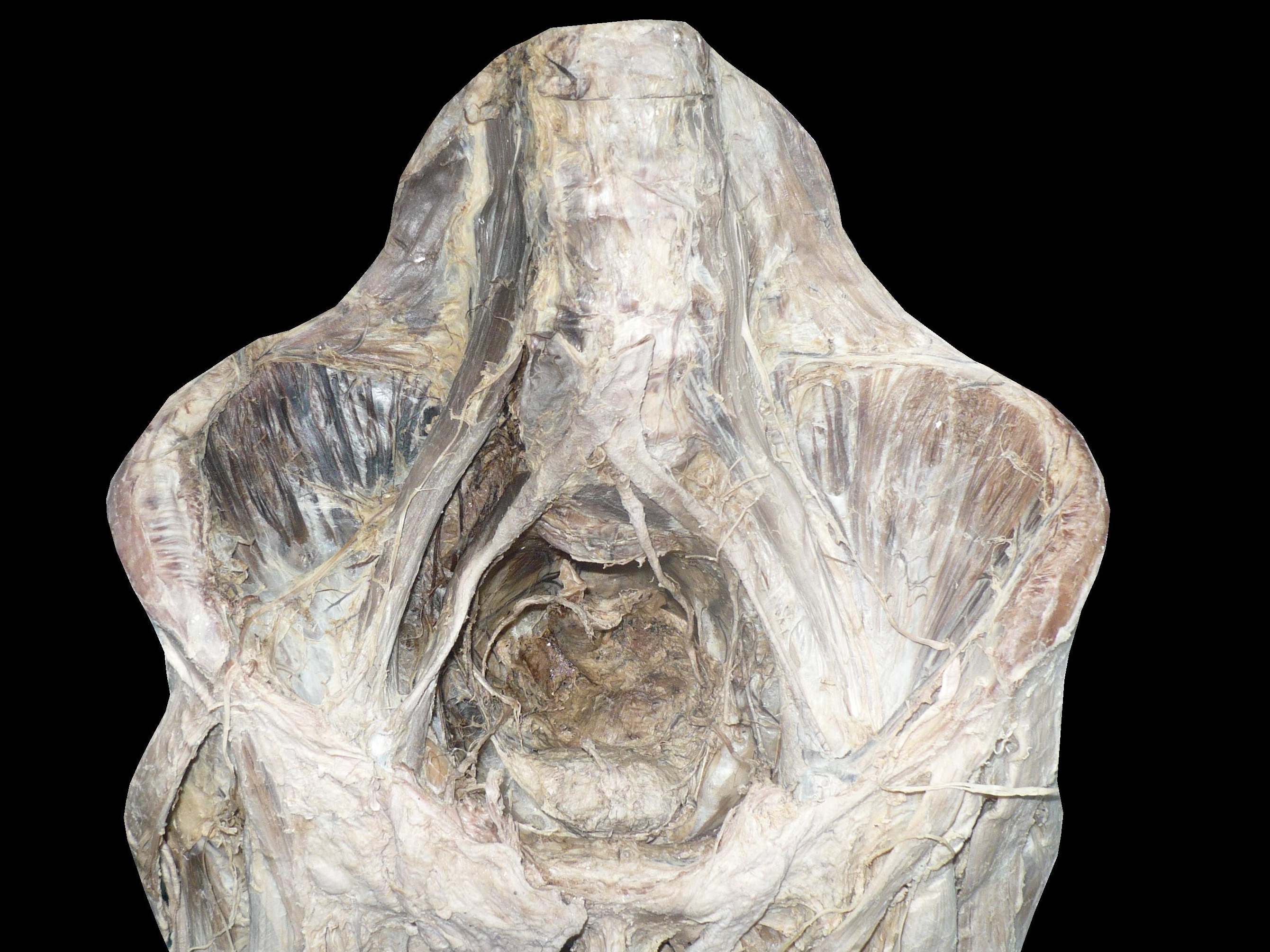
Cavità pelvica umana plastinata (dettaglio)
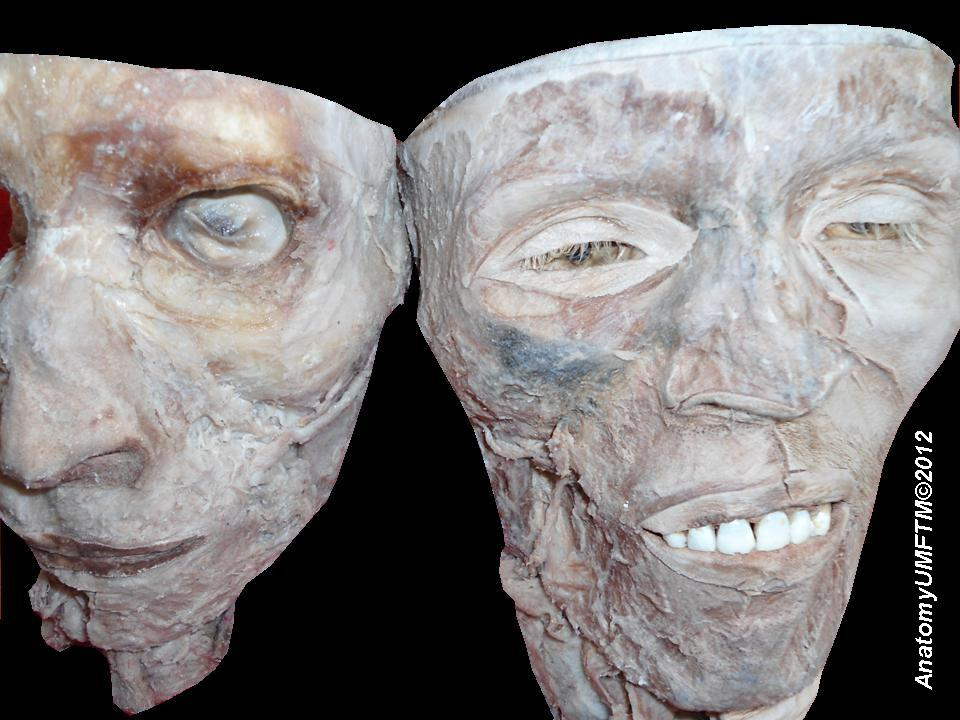
Estremità cefaliche plastinate